# Међународни аутомобилски сајам
Међународни аутомобилски сајам (ИАА), највећи је светски сајам салона аутомобила. Одржава се једном годишње, у другој половини септембра у једном од два немачка града: Франкфурту или Хановеру. До 1991. године изложба се одржавала у Франкфурту на Мајни. Од 1992. године сајам аутомобила подељен је на две изложбе: непарних година изложба путничких аутомобила (плус неки мотоцикли ) у Франкфурту на Мајни, за парне године изложба камиона је у Хановеру. Међународни аутомобилски сајам IAA, од 2021. је у Минхену.

## Историја
У хотелу „Бристол” 30. септембра 1897. године основан је Центр-европског удружења моторних возила (ММВ) у Берлину. Тад је изложено осам „моторних возила“ од чланова оснивача: четири од Бенца, два од Лутцмана, и по једно од Дејмлера и Килштејна. Према броју тада присутних организатора, ово је оцењено као прва изложба аутомобила у немачкој ИАА.
Друга изложба моторних возила одржана је 24. маја 1898. године у берлинском државном изложбеном парку. Представљено је тад 13 возила, међу којима и један камион по први пут. У септембру 1899. године у парадној кући у Берлину одржана је међународна изложба моторних возила на којој је учествовало више од 100 излагача, укључујући 13 из Француске. Структура тад приказаних моторних возила и даље је била увелико слична коњским запрегама.
Од 14. до 25. маја 1902. године, Удружење немачких индустријалаца моторних возила, организација претходница данашњег организатора ВДА, први пут је организовало изложбу. По први пут назван је Салон аутомобила уместо Сајам аутомобила. Возила су приказана у луковима лаких шина станице Фриедрицхстрасе.
Кајзер Вилхелм II од Немачке, отворио је 1905. године изложбу аутомобила као шеф државе у немачкој, ово је била седма ИАА изложба.
До 1911. одржано је још шест изложби.
- 1921-1926: Није дозвољен ниједан експонат на изложби из других земаља због Првог светског рата.[6]
- 1939: Фолксваген је први пут приказан пре почетка Другог светског рата, касније познат као Фолксваген буба.[7]
- 1950: Прва послератна изложба, Међународном сајму аутомобила.[8]
- 1951: Ауто кућа салон аутомобила преселила се у Франкфурт на Мајни.[9]
- 1965: По први пут је представљен јапански аутомобил на Међународном сајму аутомобила.[10]
- 1992: Изложба је подељена у два дела: за парну годину сајам камиона у Хановеру, за непарну годину сајам путничких аутомобила (плус неколико мотоцикала ) у Франкфурту на Мајни[11]
- 2003: 60. сајам аутомобила (од 11. до 21. септембар)[12]
- 2005: 61. сајам аутомобила (од 15. до 25. септембар)[13]
- 2007: 62. (од 13. до 23. септембра 2007) У средишту пажње се налази екологија.[14]
- 2009: 63. сајам аутомобила (од 17. до 27. септембра)
- 2011: 64. сајам аутомобила (од 15 до 25. септембар)
- 2013: 65. сајам аутомобила (од 10. до 22. септембар)
- 2015: 66. сајам аутомобила (од 17. до 27. септембра) Шта ће нас покретати у будућности.[15]
- 2017: 67. сајам аутомобила (од 14. до 24. септембра)
- 2019: 68. сајам аутомобила (од 12. до 22. септембра) Ангела Меркел отворила сајам аутомобила.[16]

### Посећеност сајма
Као и на свим међународним сајмовима, посећеност изложби аутомобила опада 2007 — 2019. ·  · 
Изложба се у 2020. године није одржала због епидемије коронавируса. Од 2021. године Минхен ће постати наследник Франкфурта на Мајни, међународни сајам аутомобила неће бити сајам екологије али ће бити сајам који ће одредити смјернице еколошки прихватљиве мобилности.

## Главне представљене новине

### 1995
Изложба 1995. одржавала се од 14. до 24. септембра.
- BMW серија 5
- Ситроен Хантиа (de:Citroën Xantia)
- Лада 110 (ru:LADA 110)
- Мерцедес-Бенц Е-класа[21]
- Мицубиши каризма
- Опел корса
- Опел вектра
- Рено меган
- Сеат ибица
- Сеат кордоба
- Шкода рапид (2012)
- Тојота Гранвиа (de:Toyota Granvia)
- Ауди ТТ
- Пежо 406
- Пежо 407
- Тојота Приус (ru:Toyota Prius)

### 2005
Изложба 2005. одржавала се од 15. до 25. септембра.

#### Излагачи аутомобили
- Ауди Q7
- Ауди A6
- Bentley Azure (ru:Bentley Azure)
- Bufori MKIII La Joya
- Daimler Super Eight
- Фијат гранде пунто
- Ford Galaxy
- Hyundai Getz
- Honda sivik
- Jaguar XK
- Lamborghini Gallardo Spyder
- Пежо 407
- Порше Кајман
- Рено клио
- Renault Egeus
- Saab 9-5
- Сеат леон
- Toyota Rav-4
- Toyota Yaris
- Фолксваген еос
- Фолксваген голф
- Volvo C70

#### Прототипови
- BMW Z4
- Citroën C-SportLounge
- Ford Iosis[22]
- Daihatsu HVS
- EDAG Roadster
- Ford Syn
- Jeep Compass
- Jeep Patriot
- Karmann SUC
- Maybach Exelero
- Mazda Sassou
- Mercedes-Benz Vision R 63 AMG
- Мини травелер
- Опел антара
- Peugeot 20Cup
- Peugeot Moovie
- Renault Egeus
- Smart Crosstown
- Toyota Endo
- Toyota i-unit[23]
- Mitsubishi Concept Sportback

### 2007
Изложба 2007. одржавала се од 13. до 23. септембра.

#### Излагачи аутомобили
- Aston Martin DBS
- Aston Martin V8 Vantage N400
- Aston Martin DB9 LM
- Ауди А4
- Audi RS6
- Ауди А8
- Bentley Continental GT Speed
- BMW серија 1 (E87)
- BMW серија 6
- BMW M3
- BMW X6
- Cadillac BLS
- Ситроен Ц5
- Доџ џорни
- Ферари Ф430
- Форд фокус
- Ford Verve
- Jaguar XF
- Jonway UFO[24]
- Kia Kee
- Kia Eco Cee'd
- Kia Pro Cee'd
- Lamborghini Reventón
- Shuanghuan Sceo
- Мазда6
- Maybach 62S
- Mercedes-Benz F700
- Mercedes-Benz ML450 Bluetec
- Mercedes-Benz S400 Bluetec
- Mini Clubman
- Опел агила
- Пежо 207
- Пежо 308
- Porsche 911 GT2
- Порше кајман
- Рено клио
- Рено лагуна
- Saab 9-3 Turbo-X XWD
- SEAT Tribu
- Сузуки сплеш
- Шкода фабија[25]
- Фолксваген ап!
- Wiesmann GT MF5

### 2015
Изложба 2015. одржавала се од 17. до 27. септембра. 

#### Излагачи и брендови
- Алфа Ромео ђулија (952)
- Ауди А4
- Ауди С4 (en:Audi S4)
- Бентлеи Бентаига (en:Bentley Bentayga)[26]
- BMW серија 3 (F30)
- BMW серија 7 (G11) (en:BMW 7 Series (G11))
- BMW X1 (F48)
- BMW M6 (GT3) (en:BMW M6)
- BMW M6 (en:BMW M6)
- Ситроен (en:DS 4)
- Ферари 488 (en:Ferrari 488)
- Фијат 500 (2007) (en:Fiat 500 (2007))
- Форд екоспорт
- Форд Едге
- Форд куга
- Хјундаи ix20Hyundai i20 WRC
- Инфинити Q30
- Јагуар ф-пејс
- Kia Sportage
- Kia cee'd (Facelift)
- Lamborghini Aventador LP 750-4 SuperVeloce Roadster
- Lamborghini Huracán LP 610-4 Spyder
- Mercedes-Benz C-Class Coupe
- Mercedes C63/C63 S AMG Coupe
- Mercedes-Benz C63 AMG Coupe Edition 1
- Mercedes-AMG C-Coupé DTM (W205)
- Mercedes-Benz S-Class Convertible
- Mini Clubman
- Nissan NP300 Navara
- Опел астра
- Porsche 991 (Facelift)
- Рено меган
- Рено талисман
- Rolls-Royce Dawn
- Сеат ибица
- Сеат леон
- Smart Fortwo Cabriolet
- Suzuki Baleno
- Toyota Prius
- Volkswagen Golf GTI Clubsport
- Фолксваген тигуан

#### Концептни аутомобили
- Audi e-tron Quattro concept
- Bugatti Vision Gran Turismo
- Ситроен Ц4 кактус
- Honda Project 2&4
- Hyundai N 2025 Vision Gran Turismo
- Mazda Koeru
- Mercedes-Benz Concept IAA
- Nissan Gripz
- Peugeot Fractal
- Porsche Mission E
- SsangYong XAV-Adventure
- Сеат леон
- Тојота C-HR
- Volkswagen Golf GTE Sport

### 2017
Изложба 2017. одржавала се од 14. до 24. септембра. 

#### Излагачи и брендови
- Alpina D5 S
- Audi RS4 Avant
- Ауди А8
- Bentley Continental GT
- BMW 6 Series GT
- BMW X3
- BMW i3 (facelift)
- BMW M5
- Brabus-Mercedes E63 AMG S
- Citroen C3 Aircross
- Дачија дастер
- Ferrari Portofino
- Ford EcoSport (facelift) (European debut)
- Ford Mustang (facelift) (European debut)
- Honda Jazz (facelift)
- Honda CR-V (European debut)
- Hyundai i30 Fastback and N variants
- Hyundai Kona
- Jaguar E-Pace
- Kia Picanto X-Line
- Kia Sorento (facelift)
- Kia Stonic
- Lamborghini Aventador S Roadster
- Land Rover Discovery SVX
- Лексус CT200h (second facelift)
- Лексус NX (facelift)
- Мерцедес-Бенц ГЛЦ-класа
- Mercedes-Benz S-Class Coupe and Cabriolet (facelifts)
- Mercedes-Benz X-Class
- Опел грандленд икс
- Опел инсигнија
- Porsche 911 GT2 RS
- Porsche 911 GT3 Touring Package
- Porsche Cayenne
- Renaultsport Mégane
- Rolls-Royce Phantom VIII
- Сеат арона
- Сеат леон
- Шкода карок
- Субару импреза
- Сузуки свифт
- Фолксваген поло
- Фолксваген т-рок

#### Концептни аутомобили
- Aspark Owl
- Audi AI:CON
- Audi Elaine
- BMW i Vision Dynamics Concept
- BMW Concept X7 iPerformance
- Borgward Isabella Concept
- Honda Urban EV Concept
- Кија моторс Kia Proceed concept
- Mercedes EQ A concept
- Mercedes-AMG Project One
- Mini Electric Concept
- Mini John Cooper Works GP Concept
- Smart Vision EQ Fortwo
- Volkswagen I.D. Crozz

### 2019
Изложба 2019. одржавала се од 12. до 22. септембра. 

#### Излагачи и брендови
- Alpina B3 Touring
- Ауди А1 Citycarver
- Ауди А4 (facelift)
- Audi A5 (facelift)
- Audi A6 Allroad Quattro
- Audi RS6 Avant
- Audi RS7 Sportback
- Audi S5 (facelift)
- Audi S6
- Audi S8
- Ауди Q3 Sportback
- Ауди Q7 (facelift)
- Audi SQ8 TDI
- Audi e-tron FE06 Racecar
- BMW 1 Series
- BMW 3 Series Touring
- BMW 8 Series Gran Coupé
- BMW M8 Competition Coupé
- BMW X1
- BMW X5 Protection VR6
- BMW X6
- BMW i8 Ultimate Sophisto Edition
- Брабус Mercedes-AMG A35
- Брабус G V12 900
- Брабус Ultimate E
- Byton M-Byte
- Ford Explorer Plug-in Hybrid
- Ford Kuga Plug-in Hybrid
- Ford Puma
- Хјундаи ix20
- Hyundai i10
- Hyundai i30 N Project C
- Hyundai Veloster N ETCR
- Lamborghini Sian
- Land Rover Defender
- Мерцедес-Бенц A45 S 4MATIC+
- Mercedes-AMG CLA35 Shooting Brake
- Mercedes-AMG CLA45 S 4MATIC+
- Mercedes-AMG GLB35 4MATIC
- Mercedes-AMG GLE53 4MATIC Coupé
- Mercedes-Benz A250e
- Mercedes-Benz B250e
- Mercedes-Benz GLB
- Mercedes-Benz GLC 350e
- Mercedes-Benz GLE 350de
- Mercedes-Benz GLE Coupé
- Mercedes-Benz GLS
- Mercedes-Benz EQV
- Mini Cooper S E
- Опел астра
- Опел корса
- Опел грандленд икс
- Porsche 718 Spyder
- Porsche 718 Cayman GT4
- Porsche 911 Carrera 4
- Porsche Cayenne Coupé
- Porsche Macan Turbo (facelift)
- Порше тајкан
- Porsche 99X Electric Formula E Racecar
- Ramsmobile Protos RM-X2D Devil's Touch
- Рено каптур
- Сеат тарако
- Шкода ситиго
- Шкода кодијак
- Шкода камик
- Шкода скала
- Шкода суперб (facelift)
- Шкода суперб (iV)
- Smart EQ ForTwo
- Smart EQ ForFour
- Trasco-Bremen XC90 Protection VR8 by Volvo
- Volkswagen e-Up!
- Volkswagen ID.3
- Фолксваген т-рок Cabriolet

#### Концептни аутомобили
- Audi AI:CON Concept
- Audi AI:ME Concept
- Audi AI:RACE Concept
- Audi AI:TRAIL Quattro Concept
- BMW Concept 4
- BMW X5 i Hydrogen NEXT
- BMW Vision M Next Concept
- Cupra Tavascan Concept
- FAW Hongqi S9[27]
- FAW Hongqi E115
- Hyundai 45 EV Concept
- Hyundai H-Space
- Mercedes-Benz Experimental Safety Vehicle (ESF) 2019
- Mercedes-Benz Vision EQS
- Mercedes-Benz Vision EQ Silver Arrow Concept
- Opel Corsa-e Rally

## Учесници и посетиоци
Статистика учесника посетиоца и излагача по годинама, на Међународном аутомобилском сајаму ИАА.
| Р. бр. сајма | Година | Излагачи | Посетиоци |
| ------------ | ------ | -------- | --------- |
| 22           | 1931   | Н/Д      | 295,000   |
| 29           | 1939   | Н/Д      | 825,000   |
| 35           | 1951   | Н/Д      | 570,000   |
| 52           | 1989   | 2,000    | 1,200,000 |
| 53           | 1991   | 1,271    | 935,000   |
| 59           | 2001   | Н/Д      | 800,000   |
| 60           | 2003   | 2,000    | 1,000,000 |
| 61           | 2005   | Н/Д      | 940,000   |
| 62           | 2007   | 1,081    | 1,000,000 |
| 64           | 2011   | 1,012    | 928,100   |
| 65           | 2013   | 1,098    | 900,000   |
| 66           | 2015   | 1,103    | 931,700   |
| 67           | 2017   | 994      | 810,400   |

| Р. бр. сајма | Година | Излагачи | Посетиоци |
| ------------ | ------ | -------- | --------- |
| 53           | 1992   | 1,284    | 287,000   |
| 58           | 2000   | 1,318    | Н/Д       |
| 59           | 2002   | Н/Д      | 237,000   |
| 60           | 2004   | 1,370    | 250,000   |
| 61           | 2006   | 1,556    | 265,500   |
| 62           | 2008   | 2,084    | 300,000   |
| 63           | 2010   | 1,751    | 250,000   |
| 64           | 2012   | 1,904    | 262,300   |
| 65           | 2014   | 2,066    | 250,000   |